# John Mill

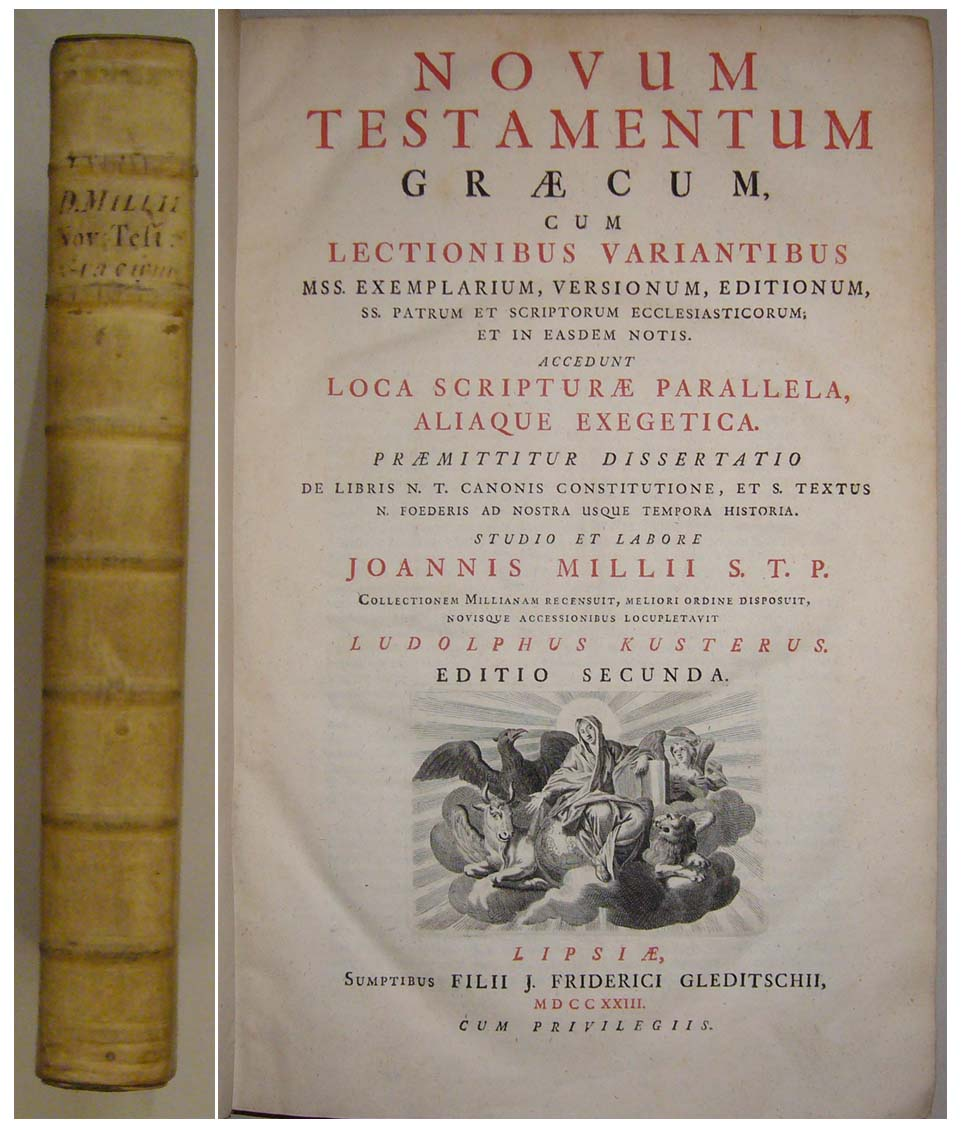
Novum testamentum græcum w wydaniu Johna Milla (1723)

John Mill (ur. ok. 1645 w Shap, zm. 23 czerwca 1707 w Oksfordzie) – angielski teolog protestancki, biblista, autor krytycznego wydania tekstu greckiego Nowego Testamentu.

## Życie i dzieło
John Mill w 1661 roku rozpoczął studia na Queen’s College w Oksfordzie. W 1669 roku otrzymał tytuł magistra; tego samego roku wygłosił panegiryk podczas otwarcia Sheldonian Theatre. Wkrótce później został członkiem kolegium i opiekunem grupy. W 1676 roku został kapelanem biskupa Oksfordu, a w 1681 proboszczem Bletchington (Oxfordshire) i kapelanem króla Karola II. Od 1685 roku do swej śmierci był dyrektorem St Edmund Hall w Oksfordzie. W 1704 roku królowa Anna Stuart mianowała go prebendarzem katedry w Canterbury. Zmarł dwa tygodnie po opublikowaniu swego największego dzieła.
Mill podjął się opracowania wydania tekstu greckiego za radą i zachętą Johna Fella, poprzednika na polu krytyki Nowego Testamentu. Opracowanie dzieła trwało trzydzieści lat. Stanowiło ono znaczący postęp w stosunku do dotychczasowych opracowań. Tekst główny stanowił textus receptus wydany przez Roberta Stefanusa w 1550 roku, jednak przypisy zawierały wszystkie dotychczas znane warianty tekstowe oraz znaczną liczbę nowych, dostarczonych przez zbadane przez Milla nowe manuskrypty, a także rękopisy wschodnie (które jednak stosował jedynie w przekładzie łacińskim). Chociaż liczba wariantów tekstowych podawanych przez Milla jest mała w porównaniu z współczesnymi wydaniami, prawdopodobnie nie ma żadnej osoby, z wyjątkiem Tischendorfa, która wniosłaby dla krytyki tekstu tak wiele nowego materiału. W jednej ze swych wypowiedzi zauważył zgodność świadectw łacińskich z Kodeksem Aleksandryjskim, jedynym znanym wówczas wschodnim rękopisem; ze wzmianki tej skorzystał Richard Bentley.
Mill zidentyfikował ok. 30 000 różnych wariantów tekstowych. Dzieło Milla zaniepokoiło tych, którzy obawiali się, że zostanie ono wykorzystane przez wrogów Kościoła by zdyskredytować wiarygodność Biblii. Jednym z głównych krytyków był Daniel Whitby, który w swym dziele Examen Variantium Lectionum Johannis Milii zawarł wiele agresywnych insynuacji w stosunku do samego Milla. Wkrótce potem deistyczny filozof Anthony Collins skorzystał z okazji, by podważyć wiarygodność Pisma w dziele A Discourse of Freethinking. Obaj doczekali się odpowiedzi od biorącego w obronę Milla Richarda Bentleya w dziele Phileleutherus Lipsiensis.
W 1710 roku Ludolph Kuster wydał w Amsterdamie Nowy Testament Milla z uwzględnieniem dwunastu dodatkowych rękopisów.

## Dzieła
- Novum testamentum græcum, cum lectionibus variantibus MSS. exemplarium, versionun, editionum SS. patrum et scriptorum ecclesiasticorum, et in easdem nolis, Oxford, 1707.